# Rödnäbbad sporrhöna
Rödnäbbad sporrhöna (Pternistis adspersus) är en fågel i familjen fasanfåglar inom ordningen hönsfåglar.

## Utseende och läte
Rödnäbbad sporrhöna är en medelstor, brun sporrhöna, fint tvärbandad på buk, huvud och rygg. Den har vidare en diagnostisk bred gul ögonring samt rödaktig näbb och rödaktiga ben. Natalsporrhönan har istället fjällig, ej tvärbandad, undersida och saknar den gula ögonringen. Svartbent sporrhöna har just svartaktiga ben och röd bar hud i ansiktet. Lätet är hårt galande, grövre och mörkare än andra sporrhöns och frankoliner i dess utbredningsområde.

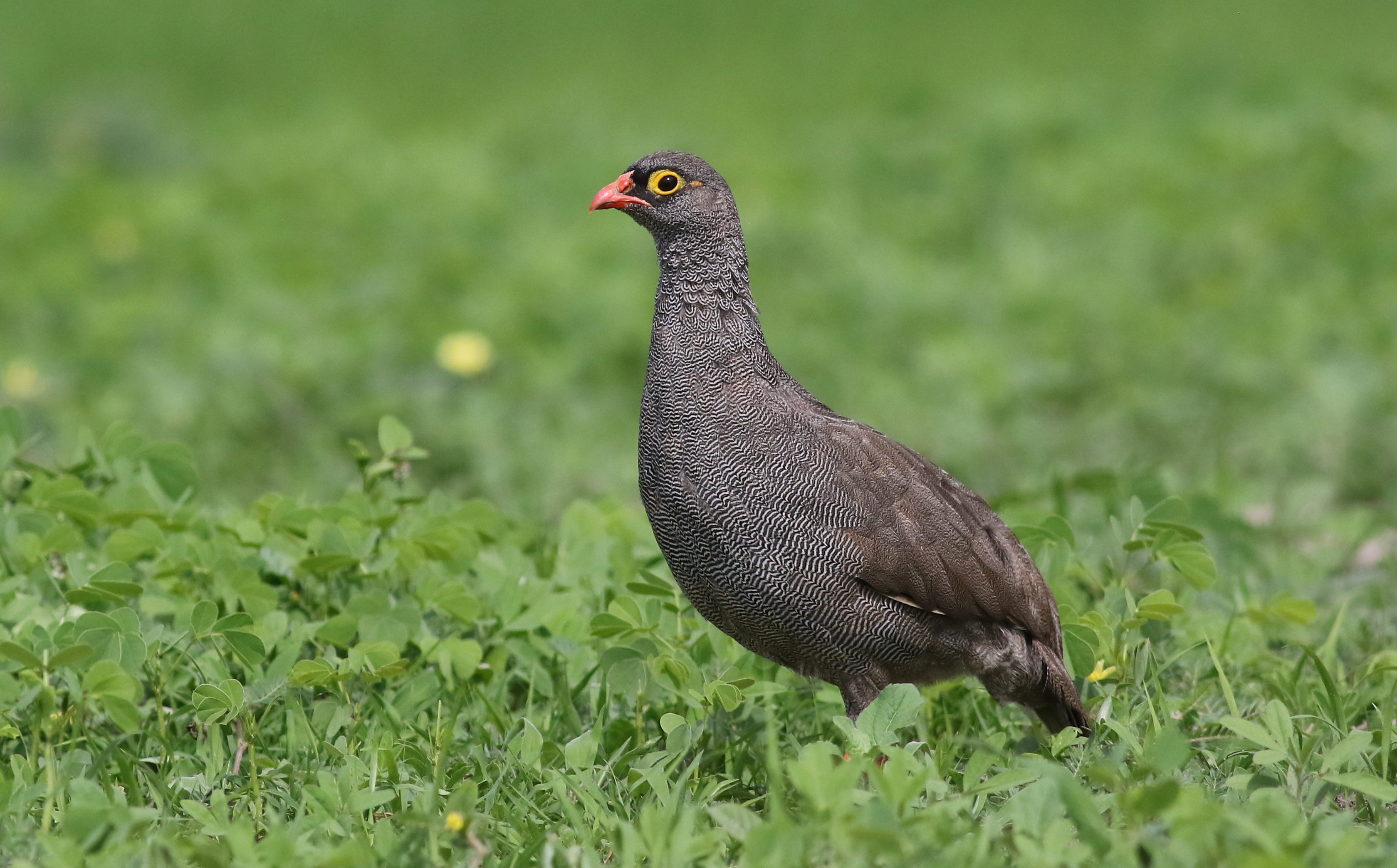

## Utbredning och systematik
Arten förekommer från södra Angola till Namibia, Botswana, sydvästra Zambia och västra Zimbabwe. Den behandlas idag vanligen som monotypisk.

### Släktestillhörighet
Tidigare placerades den i släktet Francolinus. Flera genetiska studier visar dock att Francolinus är starkt parafyletiskt, där arterna i Pternistis står närmare  t.ex. vaktlar i Coturnix och snöhöns. Även de svenska trivialnamnen på arterna i släktet har justerats från tidigare frankoliner till sporrhöns (från engelskans spurfowl) för att bättre återspegla släktskapet.

## Status
Arten har ett stort utbredningsområde och beståndet anses stabilt. Internationella naturvårdsunionen IUCN listar den därför som livskraftig (LC).